# Бланета
Бланета (англ. Blanet) — гипотетический класс экзопланет, которые могут быть сформированы вокруг сверхмассивной чёрной дыры в центре галактик. В 2019 году группа астрономов и экзопланетологов показала, что вокруг сверхмассивной чёрной дыры есть безопасная зона, на орбите которой могут находиться тысячи бланет.

## Этимология
Этимология названия происходит от сочетания слов black hole и planet.

## Формирование
Согласно результатам исследования, бланеты могут образовываться вокруг активных ядер галактик с относительно низкой светимостью.
Предполагается, что бланеты могут образовываться в аккреционном диске вокруг достаточно больших черных дыр.

## В культуре
Экзопланеты Миллер, Манн и Эдмундс, которые вращались вокруг чёрной дыры Гаргантюа в фильме Кристофера Нолана «Интерстеллар» являются бланетами.